# العلاقات الأرجنتينية المجرية
العلاقات الأرجنتينية المجرية هي العلاقات الثنائية التي تجمع بين الأرجنتين والمجر.

## مقارنة بين البلدين
هذه مقارنة عامة ومرجعية للدولتين:
| وجه المقارنة                                              | الأرجنتين                                               | المجر                                                       |
| --------------------------------------------------------- | ------------------------------------------------------- | ----------------------------------------------------------- |
| المساحة (كم2)                                             | 2.78 مليون                                              | 93.04 ألف                                                   |
| عدد السكان (نسمة)                                         | 44.27 مليون                                             | 9.78 مليون                                                  |
| الكثافة السكانية (ن./كم²)                                 | 15.92                                                   | 105.12                                                      |
| العاصمة                                                   | بوينس آيرس                                              | بودابست                                                     |
| اللغة الرسمية                                             | اللغة الإسبانية                                         | لغة مجرية                                                   |
| العملة                                                    | البيزو الأرجنتيني 1983 ‏، بيزو أرجنتيني، أسترال أرجنتيني | فورنت مجري                                                  |
| الناتج المحلي الإجمالي (بليون دولار)                      | 637.59 مليار                                            | 139.14 مليار                                                |
| الناتج المحلي الإجمالي (تعادل القوة الشرائية) بليون دولار | 883.02 مليار                                            | 260.42 مليار                                                |
| الناتج المحلي الإجمالي الاسمي للفرد دولار أمريكي          | 13.43 ألف                                               | 12.36 ألف                                                   |
| الناتج المحلي الإجمالي للفرد دولار أمريكي                 |                                                         | 25.07 ألف                                                   |
| مؤشر التنمية البشرية                                      | 0.827                                                   | 0.828                                                       |
| رمز المكالمات الدولي                                      | +54                                                     | +36                                                         |
| رمز الإنترنت                                              | .ar                                                     | .hu                                                         |
| المنطقة الزمنية                                           | 00                                                      | ت ع م+01:00، ت ع م+02:00، أوروبا/بودابست ‏، توقيت وسط أوروبا |

## منظمات دولية مشتركة
يشترك البلدان في عضوية مجموعة من المنظمات الدولية، منها:
| علم المنظمة | اسم المنظمة                               | تاريخ انضمام الأرجنتين | تاريخ انضمام المجر |
| ----------- | ----------------------------------------- | ---------------------- | ------------------ |
|             | منظمة الشرطة الجنائية الدولية             | ?                      | ?                  |
|             | الاتحاد البريدي العالمي                   | ?                      | ?                  |
|             | منظمة التجارة العالمية                    | ?                      | 1995               |
|             | الفريق المعني برصد الأرض                  | ?                      | ?                  |
|             | مجموعة الموردين النوويين                  | ?                      | ?                  |
|             | مؤسسة التنمية الدولية                     | 3 أغسطس 1962           | 29 أبريل 1985      |
|             | مؤسسة التمويل الدولية                     | 13 أكتوبر 1959         | 29 أبريل 1985      |
|             | منظمة حظر الأسلحة الكيميائية              | ?                      | ?                  |
|             | الأمم المتحدة                             | 24 أكتوبر 1945         | 14 ديسمبر 1955     |
|             | الاتحاد الدولي للاتصالات                  | 1889                   | 1866               |
|             | البنك الدولي للإنشاء والتعمير             | 20 سبتمبر 1956         | 7 يوليو 1982       |
|             | مجموعة أستراليا                           | 1993                   | 1993               |
|             | المركز الدولي لتسوية المنازعات الاستشارية | 18 نوفمبر 1994         | 6 مارس 1987        |
|             | وكالة ضمان الاستثمار متعدد الأطراف        | 11 فبراير 1992         | 21 أبريل 1988      |
|             | نظام تحكم تكنولوجيا القذائف               | 1993                   | 1993               |
|             | يونسكو                                    | 15 سبتمبر 1948         | 14 سبتمبر 1948     |

## أعلام
هذه قائمة لبعض الشخصيات التي تربطها علاقات بالبلدين:
- أندور ليلينتال (5 مايو 1911 – 8 مايو 2010)
- جيزيلا دولكو (لاعبة كرة مضرب أرجنتينية، 30 يناير 1985 – )
- روبرتو سانشيز (19 أغسطس 1945[21][22] – 4 يناير 2010[21][22])
- فلاديسالو كاب (لاعب كرة قدم أرجنتيني، 5 يوليو 1934 – 14 سبتمبر 1982)
- كاثرين فولوب (11 مارس 1965 – )
- لاديسلاو جوزيف بيرو (29 سبتمبر 1899[23] – 24 أكتوبر 1985[23])
- لوكاس أوربان (لاعب كرة قدم أرجنتيني، 3 فبراير 1989[24] – )

## وصلات خارجية
- موقع وزارة الخارجية الأرجنتينية
- موقع وزارة الخارجية المجرية